# Jo Zornik
Jo Zornik, slovenska industrijska oblikovalka in nekdanja televizijska igralka ter fotomodel, * 1996.
V otroštvu se je udeleževala avdicij za oglase.
Dvakrat je pozirala za slovensko izdajo Playboya. Za to jo je navdušila Ula Furlan. Postala je 2. spremljevalka miss predalpskega bisera na prazniku košnje na Bajšicah pri Novi Gorici. Pojavila se je v videospotih December pevke Gaje Prestor in Popalidžuma Mirka Groznyja.
Imela je manjši vlogi v TV-serijah Skečoholiki in Česnovi.

## Zasebno
Je iz Ljubljane. Obiskovala je splošni oddelek na Gimnaziji Jožeta Plečnika v Ljubljani. Nenavadno ime ji je dal oče.
Njena sestrična je pevka Vesna Zornik.

## Filmografija

### Kratki filmi
- Rustlands (2019)
- Svajperji (2018)

### TV serije
- Skečoholiki 3 (2018) – 4. oddaja[9]
- Česnovi (2017) – 1. epizoda